# Iwerśke (obwód doniecki)
Iwerśke (ukr. Іверське) – wieś na Ukrainie, w obwodzie donieckim, w rejonie kramatorskim, w hromadzie Nowodenećke. W 2001 liczyła 1419 mieszkańców, spośród których 1134 wskazało jako ojczysty język ukraiński, a 285 rosyjski.